# Кафедральний собор Ла-Плати
Кафедральний собор Ла-Плати, присвячений Непорочному зачаттю — найбільший римо-католицький храм у місті Ла-Плата в Аргентині, та один з найбільших у Латинській Америці. Ця будівля у неоготичному стилі знаходиться у географічному центрі міста, навпроти центральної площі, Плаза Морено, та мерії.

## Архітектура
План собору було розроблено архітектором Ернесто Маєром під керівництвом міського архітектора Педро Бенуа. Архітекторів надихали будівлі соборів в Амьєні та Кельні. Перший камінь було закладено у 1884 році.

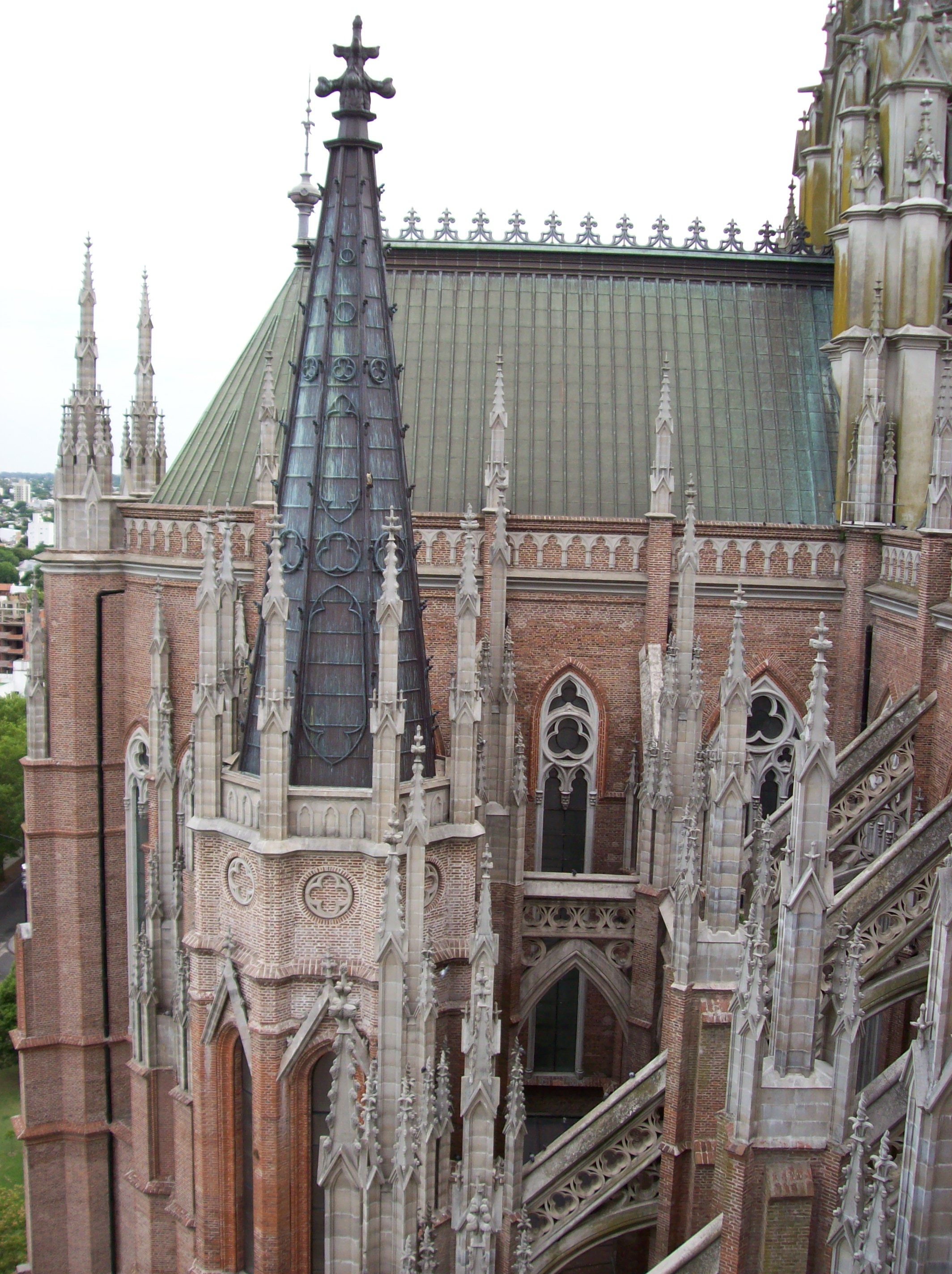
Вершини та голки

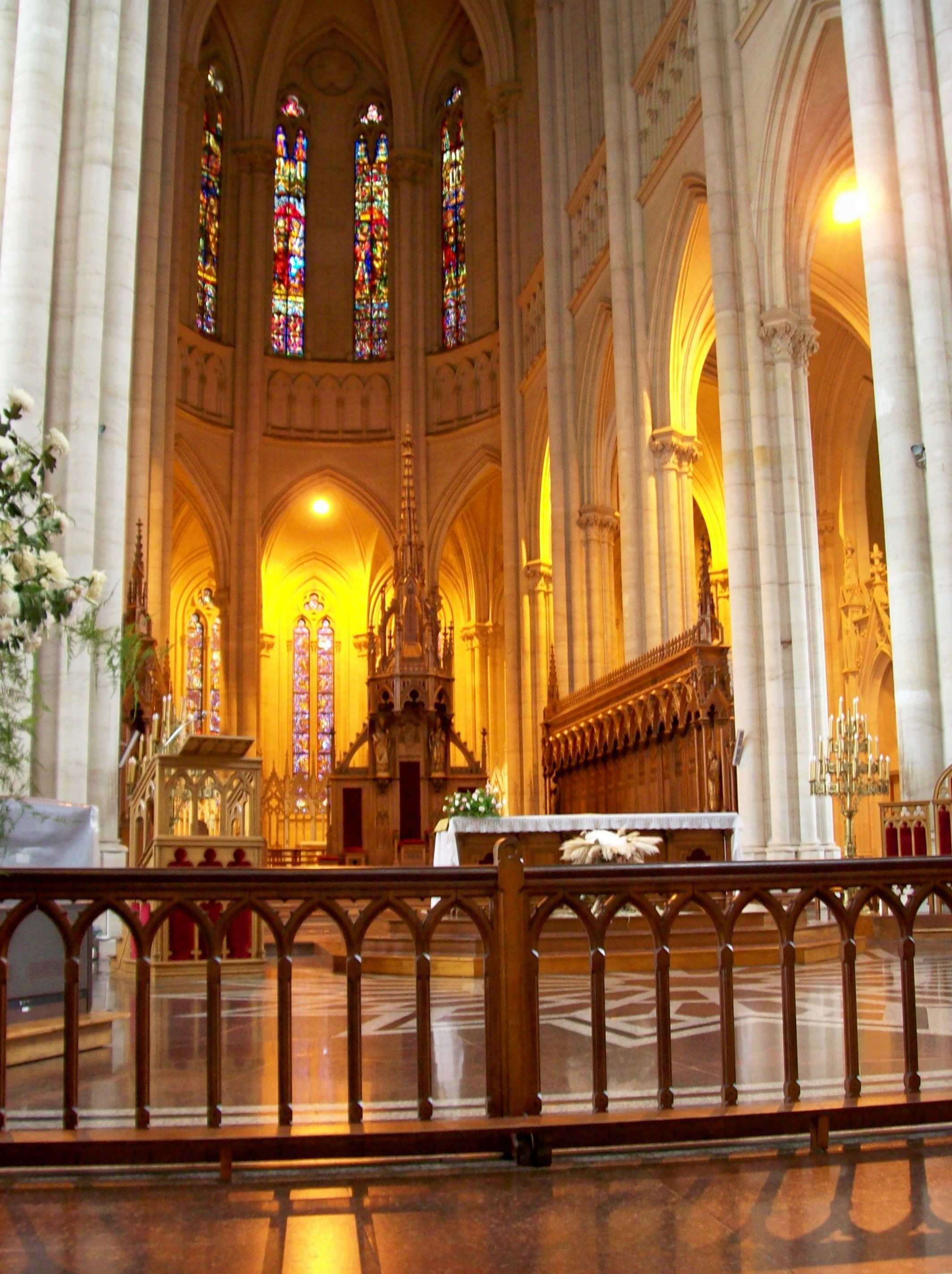
Вівтар

У 1930-их роках, остерігаючись того, що фундамент не витримає навантаження, будівельні роботи було зупинено. Шпилі залишились незавершеними, а також не було проведено зовнішні роботи. В середині 1990-их років було представлено амбіційний план із завершення робіт, який було втілено в життя. Цей план включав:
- Посилення фундаменту.
- Реставрація цегли на стиках.
- Завершення двох шпилів, шести веж, 200 вершин та 800 голок.
- Встановлення 25-дзвінної дзвіниці.

Маючи висоту 111,9 метрів, собор є четвертим за висотою в Америці.